# 地芳トンネル
地芳トンネル（じよしトンネル）は、愛媛県久万高原町から高知県檮原町間の国道440号のトンネルである。地芳道路の一部を成す。

## 概要
地芳峠の旧道は急峻な山岳地帯を走り、冬季には積雪や凍結による通行規制も生じていた。
地芳トンネルは1990年度（平成2年度）から国土交通省が事業化し整備した地芳道路（8.9km）の一部で、長さ2,990 m、幅9.25 mである。
工事は愛媛側（1,387m）の第一工事と高知側（1,603m）の第二工事の二つの区間に分けて進められた。愛媛側の第一工事では毎分20トンに及ぶ突発湧水が発生するなど高圧湧水と崩落に悩まされ、施工に10年4カ月を要する難工事となった。また、高知県側の第二工事でも三度の断層にぶつかり、断層部で土圧変形が発生する難工事となった。

## 歴史
- 2009年（平成21年）11月7日 - 貫通
- 2010年（平成22年）11月13日 - 開通。